# Maximilian Steinberg

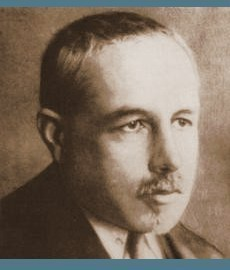
Maximilián Steinberg en 1915

Maximilián Oséievich Steinberg (en ruso: Максимилиа́н Осе́евич Ште́йнберг, Vilna, 10 de febrerojul./ 22 de febrero de 1883greg. – Leningrado, 6 de diciembre de 1946) fue un compositor soviético.

## Biografía
Steinberg nació en el seno de una familia judía de Vilna. Su padre, Osey, era un importante dirigente del medio judío. En 1901, Maximilián se fue a San Petersburgo para estudiar biología en la Universidad de San Petersburgo, donde se diplomó en 1906. Al mismo tiempo, comenzó a estudiar en el Conservatorio de San Petersburgo. Estudió armonía con Anatoli Liádov y luego con Nikolái Rimski-Kórsakov y contrapunto con Aleksandr Glazunov. Su talento se manifestó muy rápido animado por su mentor Rimski-Kórsakov. Se diplomó en el conservatorio en 1908. A su condiscípulo Ígor Stravinski le disgustaba el interés particular que Rimski-Kórsakov tenía en Steinberg. A pesar de eso, Steinberg declaró que Stravinski era uno de sus más cercanos amigos mientras que este se daba a conocer en Occidente, declaración que Stravinski apreció enormemente.
En 1908, Steinberg se casó con Nadezhda, la hija de Rimski-Kórsakov. Rimski-Kórsakov falleció el mismo año, y Steinberg revisó y completó el tratado monumental de Rimski-Kórsakov, Principios de orquestación, publicado más tarde en París. Steinberg se hizo maestro de conferencias, y en 1915 profesor de composición y orquestación en el Conservatorio, puesto que su suegro había ocupado antes. Además ocupó otros puestos en el Conservatorio, entre ellos, de 1934 a 1939 director adjunto, antes de retirarse en 1946. Steinberg jugó un papel importante en la vida musical soviética, entre otras cosas, por enseñar a personalidades tales como Dmitri Shostakóvich, Galina Ustvólskaya o Yuri Shaporin.

## Estilo musical
Rechazó el estilo de Stravinski y los modernistas, prefiriendo generalmente el estilo de sus maestros y mostrando así el nacionalismo de Los Cinco. Su técnica de composición se caracteriza por un control cerrado y una orquestación brillante. Muchas de sus obras usan la literatura mundial. Los preceptos del realismo socialista que afectaron a la música a partir de 1932, no lo influenciaron mucho, pues su estilo ya se ajustaba a lo que había demandado. Tenía tendencia a elegir temas nacionalistas en sus obras y dejarse influenciar por el folclore musical y literario. Steinberg es hoy poco conocido como compositor y se valora sobre todo su labor docente. Neeme Järvi grabó sus dos primeras sinfonías para Deutsche Grammophon. La undécima sinfonía de Nikolái Miaskovski (op. 34, en si bemol menor) está dedicada a él.